# Avantislijn
De Avantislijn was een geplande spoorlijn tussen Kerkrade en Aachen. Deze spoorlijn had een nieuwe verbinding moeten gaan vormen tussen de stations Kerkrade Centrum en Aachen Hbf. Het was de bedoeling dat in 2013 de eerste treinen zouden gaan rijden. Daarna is de datum verschoven naar 2016, maar dat bleek niet haalbaar. In 2017 werd duidelijk dat financiering ontbrak voor de lijn. De plannen werden voorlopig opgeschort. Eind 2019 werd bekend dat de financiering voor de aanleg werd geschrapt.

## Tracé
Vanaf station Kerkrade Centrum was de spoorlijn op het huidige tracé van de Miljoenenlijn gepland. Station Spekholzerheide was opnieuw in gebruik genomen, ditmaal ter hoogte van de Grachtstraat. Ten westen van Spekholzerheide was de spoorlijn vervolgens afgebogen richting bedrijventerrein Avantis, alwaar het station Avantis gepland was. Met de spoorlijn zou een snelle verbinding ontstaan tussen stedelijke agglomeraties Heerlen en Aachen en dit bedrijventerrein.
Het plan was de spoorlijn vervolgens ten westen van Vetschau aan te sluiten op het bestaande tracé van de oude spoorlijn tussen Simpelveld en Vetschau, hoewel er geen plannen waren om station Vetschau te heropenen. Bij Richterich had de spoorlijn vervolgens opnieuw aangesloten moeten worden op de huidige spoorlijn richting Aachen. Er waren plannen om bij Richterich een nieuw station te bouwen.
Het totale tracé, tussen Heerlen en Aachen Hbf, betrof 24,8 km en zou ontworpen zijn voor een baanvaksnelheid van 80 km/h. Er zou circa 5 km nieuw spoor aangelegd moeten worden. De verwachte reistijd van ca. 30 minuten was ten opzichte het huidige traject via Herzogenrath ongeveer gelijk, zij het met meer tussenstops op de nieuwe lijn (10 vs. 7).